# Ditiola orientalis
Ditiola orientalis är en svampart som först beskrevs av Kobayasi, och fick sitt nu gällande namn av Govorova 1994. Ditiola orientalis ingår i släktet Ditiola och familjen Dacrymycetaceae.   Inga underarter finns listade i Catalogue of Life.